# Szpioszek
Szpioszek – dawny zwyczaj ludowy praktykowany zwłaszcza w Małopolsce.
Kiedy nadchodziła wiosna, na gałązkach jabłoni szukano szpioszka. Tak nazywano wianuszek poukładanych ciasno obok siebie jajeczek jakiegoś owada. Gałązkę odcinano, ściągano korę, co było sztuką, bo szpioszek mógł ulec uszkodzeniu. Nanizany na nitkę wieszany był na szyi dziecka i odtąd odpędzał dolegliwości nocne i koszmarne sny.